# Ремигий (син на Карл Мартел)
Ремигий (или Ремедий) (на латински: Remigius; на френски: Rémi, saint Rémi de Rouen, † 771) е от 755 до 771 г. архиепископ на Руен.

## Биография
Той е извънбрачен син на Карл Мартел и конкубината му вероятно Руодхайд (710 – 755).
Неговият полубрат Пипин III му нарежда през 750/751 г. да пренесе реликвите на Свети Бенедикт Нурсийски обратно в абатство Монтекасино, където живее от 747 г. полубрат му Карлман.
През 755 г. Ремигий е номиниран за епископ на Руен. През 760 г. е изпратен при лангобардския крал Дезидерий и при папа Павел. През 762 г. той присъства на Първия събор (концил) в Атини.
Ремигий е Светия и се чества на 19 януари.